# Survivor Series (2016)
Survivor Series 2016 fue la trigésima edición de Survivor Series, un evento pago por visión de lucha libre profesional realizado por la WWE. Tuvo lugar el 20 de noviembre de 2016 desde el Air Canada Centre en Toronto, Ontario, Canadá. El tema oficial del evento fue «False Alarm» de The Weeknd.
Esta fue la primera vez que Survivor Series tuvo lugar en Canadá desde 1997, cuando se llevó a cabo la Traición de Montreal. El evento marcó el regreso en el ring de Goldberg, que no ha luchado para la WWE en más de 12 años.

## Antecedentes
En el episodio del 11 de octubre de SmackDown Live, el comisionado Shane McMahon y el gerente general Daniel Bryan formalmente desafiaron a Raw a tres Traditional Survivor Series Elimination Matches, que incluyen una lucha de 5 contra 5 de luchadores masculinos, una lucha de 5 contra 5 de luchadoras femeninas y una lucha de 10 contra 10 entre equipos de las marcas. La comisionada de Raw, Stephanie McMahon, aceptó el desafío en el episodio del 17 de octubre de Raw. En el Raw final antes de Survivor Series, los comisionados y genentes generales de ambas marcas tuvieron una «cumbre» de Survivor Series. Cada comisionado y gerente general expuso las razones de por qué su respectiva marca era la mejor, antes de que Stephanie McMahon y Mick Foley llamaran al equipo Raw al ring, solo para que Shane McMahon y Daniel Bryan revelaran que no habían venido solos y que también trajeron al equipo SmackDown Live con ellos. Los miembros de cada equipo se insultaron entre sí antes de que se produjera una batalla entre ambos equipos, con Roman Reigns y Seth Rollins del equipo Raw quedando de pie al final.

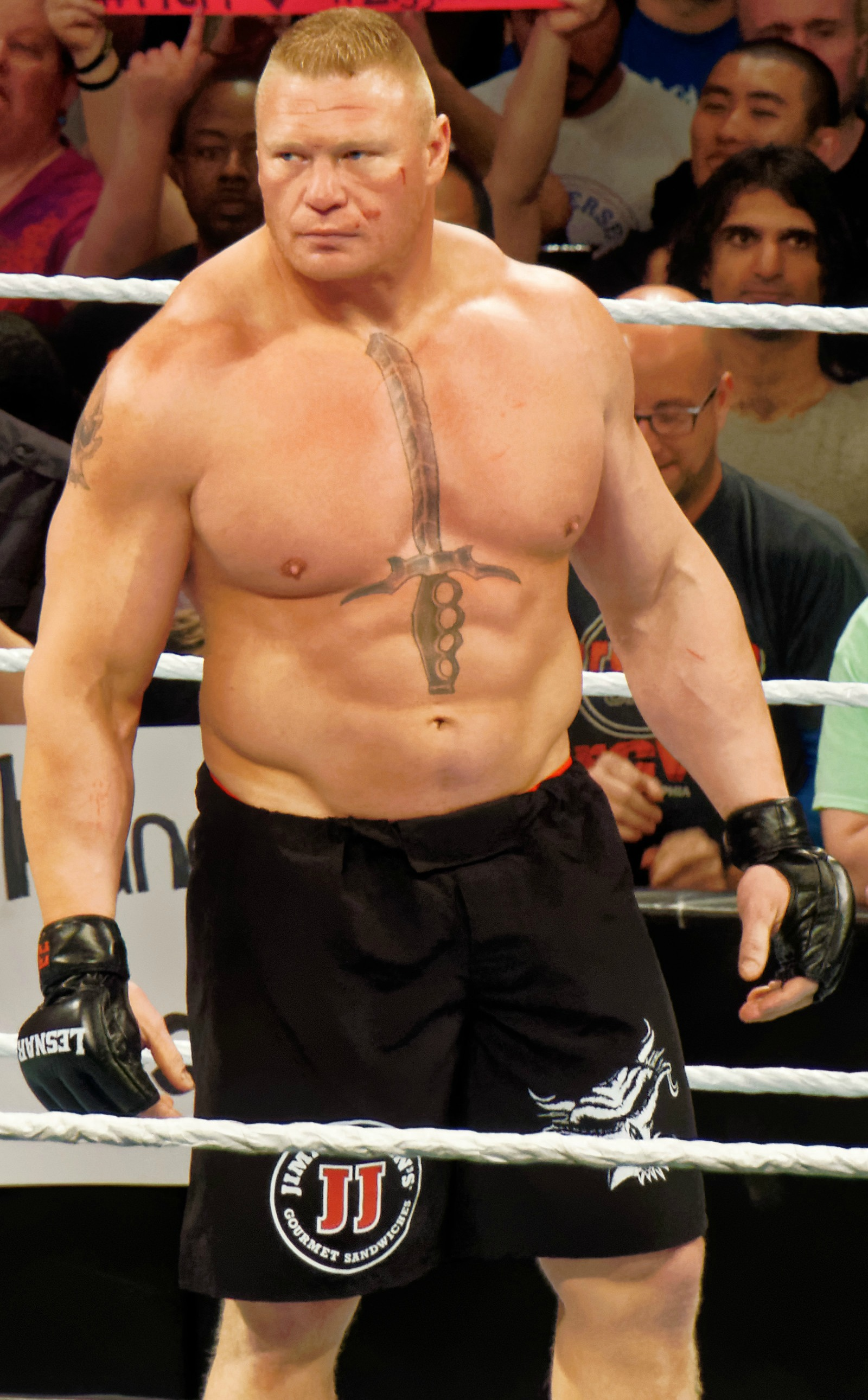
Brock Lesnar, quien se enfrentó a Goldberg después de su último encuentro hace 12 años, en WrestleMania XX.

Durante las siguientes semanas, varios equipos en parejas fueron programados para la lucha de equipos de 10 contra 10. Para el equipo SmackDown Live en la lucha de 10 contra 10, Heath Slater y Rhyno fueron nombrados co-capitanes en virtud de ser los Campeones en Parejas de SmackDown en el episodio del 25 de octubre de SmackDown Live. La misma noche, The Hype Bros clasificaron al derrotar a The Ascension. American Alpha y The Usos se clasificaron en el episodio del 1 de noviembre al derrotar a The Spirit Squad y The Headbangers, respectivamente. En el episodio del 8 de noviembre, Breezango (Tyler Breeze & Fandango) derrotó a The Vaudevillains para clasificar como el equipo final para el equipo SmackDown Live. Por el lado de Raw, los Campeones en Parejas de Raw The New Day revelaron que fueron hechos co-capitanes del equipo Raw para la lucha de 10 contra 10 en el episodio del 31 de octubre de Raw. Los cuatro lugares restantes fueron llenados la semana siguiente: Sheamus & Cesaro, Luke Gallows & Karl Anderson, Enzo Amore & Big Cass y The Golden Truth (R-Truth & Goldust). R-Truth reveló a Goldust que había «vendido» el lugar de The Golden Truth a The Shining Stars, a cambio de un tiempo compartido. The Golden Truth entonces luchó contra The Shining Stars para recuperar su lugar, pero fueron derrotados.
Los lugares para la lucha femenina también fueron llenados sucesivamente. En el episodio del 25 de octubre en SmackDown Live, Nikki Bella se convirtió en la capitana del equipo femenino de SmackDown Live al derrotar a Natalya, que había exigido esa posición para ella. En el episodio del 2 de noviembre, la Campeona Femenina de SmackDown Becky Lynch, Alexa Bliss, Carmella y Naomi fueron reveladas como las restantes miembros del equipo, con Natalya siendo introducida como la acompañante del equipo. Para el equipo Raw, la Campeona Femenina de Raw, Charlotte Flair, anunció que fue nombrada la capitana del equipo femenino de la marca, y que Bayley y Nia Jax también formarían parte del equipo, en el episodio del 31 de octubre de Raw. En el episodio del 7 de noviembre, Alicia Fox fue revelada como la cuarta miembro del equipo femenino. Charlotte entonces falsamente anunció a su protegida Dana Brooke como la quinta miembro, solo para ser corregida por Michael Cole, quien reveló a Sasha Banks como la verdadera quinta miembro.
Los equipos para la lucha masculina comenzaron a tomar forma en el episodio del 31 de octubre de Raw cuando, después de semanas de cabildeo por la posición, el Campeón Universal de la WWE Kevin Owens y Chris Jericho fueron hechos co-capitanes del equipo Raw. Mick Foley entonces también agregó a Roman Reigns. Braun Strowman fue agregado al equipo tras ganar un battle royal de 12 hombres. En el episodio del 7 de noviembre de Raw, Seth Rollins fue revelado como el miembro final. Para el equipo SmackDown Live, Bryan reveló a todos los miembros en el episodio del 1 de noviembre: el Campeón Mundial de la WWE AJ Styles como capitán, Dean Ambrose, Randy Orton, Bray Wyatt y Baron Corbin. En el episodio del 8 de noviembre, Shane McMahon nombró a James Ellsworth como «mascota» del equipo. Para resolver algunas de las diferencias del equipo, Shane también programó una lucha de equipos entre The New Wyatt Family (Wyatt, Orton y Luke Harper) y Ambrose, Ellsworth y Corbin. Cuando Corbin se negó a participar en la lucha, fue reemplazado por Kane y Corbin luchó contra Kalisto; durante la lucha, sufrió una lesión (kayfabe), haciéndolo incapaz de competir en Survivor Series. Después de que Wyatt, Orton y Harper derrotaron a Ambrose, Ellsworth y Kane, Bryan nombró a Shane McMahon como reemplazo de Corbin en el evento.
En WrestleMania XX en 2004, Goldberg derrotó a Brock Lesnar. Este fue su único combate el uno contra el otro, ya que ambos abandonaron la WWE después del evento. Brock Lesnar volvería en 2012. Por su parte Goldberg, que no tenía ninguna intención de volver a regresar a la WWE, fue revelado que había comenzado una relación de trabajo con la WWE de nuevo en el episodio del 30 de mayo de Raw, donde se reveló a Goldberg como un jugador de pre-orden para el videojuego WWE 2K17, que cuenta con Lesnar en la portada. Lesnar y Goldberg intercambiaron continuamente insultos el uno contra el otro en las redes sociales y en eventos de prensa de WWE 2K17. El 3 de octubre, Goldberg apareció en SportsCenter de ESPN con Jonathan Coachman para promocionar su aparición en WWE 2K17. Insinuó un posible regreso a la WWE, y declaró que querría hacer frente a Lesnar si volviera. En el episodio del 10 de octubre de Raw, Paul Heyman, en nombre de Lesnar, lanzó un reto a Goldberg, afirmando que Goldberg era «la única mancha» en la carrera de Lesnar en la WWE. En el episodio del 17 de octubre de Raw, Goldberg hizo su regreso a la WWE después de 12 años y aceptó el desafío. El 25 de octubre, WWE anunció que la lucha tendría lugar en Survivor Series.
En No Mercy, Dolph Ziggler derrotó a The Miz en un Career vs. Title Match por el Campeonato Intercontinental. En el episodio del 1 de noviembre de SmackDown Live, después de defender exitosamente el Campeonato Intercontinental contra Curt Hawkins, Ziggler lanzó un reto abierto a cualquier luchador de la marca Raw para hacerle frente por el título en Survivor Series. En el episodio del 7 de noviembre de Raw, Sami Zayn reveló que Mick Foley quería que se enfrentara a Ziggler por el Campeonato Intercontinental, pero Stephanie prefería a Rusev, y programó una lucha entre los dos, con el ganador pasando a enfrentarse a Ziggler. Zayn ganó la lucha, ganando la lucha por el título contra Ziggler. En el episodio del 8 de noviembre de SmackDown Live, Maryse aceptó la oferta de Bryan para permitir a The Miz desafiar por el Campeonato Intercontinental la semana siguiente. En el episodio del 15 de noviembre, The Miz derrotó a Ziggler, con la ayuda de Maryse, y defenderá el campeonato contra Zayn en Survivor Series.
En el episodio del 8 de noviembre de SmackDown Live, Daniel Bryan reveló que ya que la marca SmackDown estaba defendiendo su Campeonato Intercontinental contra un luchador de la marca Raw, Foley permitió que el Campeón Peso Crucero de Raw, The Brian Kendrick, defendiera el título contra un luchador de SmackDown Live. Bryan eligió a Kalisto y reveló que si Kalisto gana, toda la división peso crucero pasaría a SmackDown Live.

## Resultados
En paréntesis los tiempos de cada combate:
- Kick-Off: Noam Dar, Rich Swann & T.J. Perkins derrotaron a Ariya Daivari, Drew Gulak & Tony Nese (11:50).[19][20]
  - Swann cubrió a Daivari después de un «Standing 450º Splash».
- Kick-Off: Kane derrotó a Luke Harper (9:10).[21][22]
  - Kane cubrió a Harper después de una «Chokeslam».
- Team Raw (Charlotte Flair (capitana), Sasha Banks, Nia Jax, Alicia Fox & Bayley) (con Dana Brooke) derrotó a Team SmackDown Live (Natalya (capitana), Alexa Bliss, Becky Lynch, Naomi & Carmella) en un Traditional Survivor Series Elimination Women's Match (17:30).[21][23]
  - Originalmente, Nikki Bella formaba parte del Team SmackDown Live, pero fue reemplazada por Natalya debido a un ataque en backstage previo a la lucha.
  - Después de ser eliminada, Jax atacó a Lynch.
  - Durante la lucha, Brooke interfirió a favor de Team Raw.
  - Después de la lucha, Charlotte atacó a Bayley.

| N.º               | Luchador          | Equipo                        | Eliminado por                 | Técnica de eliminación        | Tiempo[21]                    |                               |
| ----------------- | ----------------- | ----------------------------- | ----------------------------- | ----------------------------- | ----------------------------- | ----------------------------- |
| 1                 | Carmella          | SmackDown Live                | Alicia Fox                    | «Scissors kick»               | 6:25                          |                               |
| 2                 | Alicia Fox        | Raw                           | Alexa Bliss                   | «Twisted Bliss»               | 6:45                          |                               |
| 3                 | Naomi             | SmackDown Live                | Nia Jax                       | Cuenta fuera                  | 7:00                          |                               |
| 4                 | Sasha Banks       | Raw                           | Natalya                       | «Roll-up»                     | 10:20                         |                               |
| 5                 | Natalya           | SmackDown Live                | Charlotte                     | «Big boot»                    | 12:00                         |                               |
| 6                 | Nia Jax           | Raw                           | Becky Lynch                   | «Dis-arm-her»                 | 13:40                         |                               |
| 7                 | Alexa Bliss       | SmackDown Live                | Charlotte                     | «Big boot»                    | 14:00                         |                               |
| 8                 | Becky Lynch       | SmackDown Live                | Bayley                        | «Bayley-to-Belly»             | 17:30                         |                               |
| Sobreviviente(s): | Sobreviviente(s): | Team Raw (Charlotte & Bayley) | Team Raw (Charlotte & Bayley) | Team Raw (Charlotte & Bayley) | Team Raw (Charlotte & Bayley) | Team Raw (Charlotte & Bayley) |
- The Miz (con Maryse) derrotó a Sami Zayn y retuvo el Campeonato Intercontinental (14:05).[21][24]
  - The Miz cubrió a Zayn con un «Roll-up».
  - Durante la lucha, Maryse interfirió a favor de The Miz.
  - Si Zayn ganaba, el campeonato pasaba a Raw.
- Team Raw (The New Day (Big E & Kofi Kingston) (co-capitanes), Cesaro & Sheamus, Luke Gallows & Karl Anderson, Enzo Amore & Big Cass & The Shining Stars (Primo & Epico) (con Xavier Woods) derrotaron a Team SmackDown Live (Heath Slater & Rhyno (co-capitanes), American Alpha (Chad Gable & Jason Jordan), The Usos (Jey Uso & Jimmy Uso), Breezango (Fandango & Tyler Breeze) & The Hype Bros (Zack Ryder & Mojo Rawley)) en un Traditional Survivor Series Elimination Tag Team Match (18:55).[21][25]
  - Si una persona de uno de los equipos era eliminado, su compañero también lo era.

| N.º               | Luchador          | Pareja                      | Equipo                      | Eliminado por               | Técnica de eliminación      | Tiempo[21]                  |
| ----------------- | ----------------- | --------------------------- | --------------------------- | --------------------------- | --------------------------- | --------------------------- |
| 1                 | Fandango          | Breezango                   | SmackDown Live              | Kofi Kingston               | «Midnight Hour»             | 0:45                        |
| 2                 | Kofi Kingston     | The New Day                 | Raw                         | Jey Uso                     | «Superkick»                 | 1:10                        |
| 3                 | Zack Ryder        | The Hype Bros               | SmackDown Live              | Karl Anderson               | «Magic Killer»              | 5:20                        |
| 4                 | Primo             | The Shining Stars           | Raw                         | Jason Jordan                | «Sky High Bulldog»          | 8:10                        |
| 5                 | Jason Jordan      | American Alpha              | SmackDown Live              | Karl Anderson               | «Magic Killer»              | 10:40                       |
| 6                 | Luke Gallows      | Gallows & Anderson          | Raw                         | Rhyno                       | «Gore»                      | 12:30                       |
| 7                 | Rhyno             | Slater & Rhyno              | SmackDown Live              | Enzo Amore                  | «Bada Boom Shakalaka»       | 13:00                       |
| 8                 | Enzo Amore        | Enzo & Cass                 | Raw                         | Jey Uso                     | «Samoan Splash»             | 13:30                       |
| 9                 | Jey Uso           | The Usos                    | SmackDown Live              | Cesaro                      | «Sharpshooter»              | 18:55                       |
| Sobreviviente(s): | Sobreviviente(s): | Team Raw (Cesaro & Sheamus) | Team Raw (Cesaro & Sheamus) | Team Raw (Cesaro & Sheamus) | Team Raw (Cesaro & Sheamus) | Team Raw (Cesaro & Sheamus) |
- The Brian Kendrick derrotó a Kalisto por descalificación y retuvo el Campeonato Peso Crucero de la WWE (12:25).[21][26]
  - Kalisto fue descalificado después de que Baron Corbin atacara a Kendrick.
  - Después de la lucha, Corbin aplicó un «End of Days» a Kalisto.
  - Si Kalisto ganaba, el campeonato y la división peso crucero pasaban a SmackDown Live.
- Team SmackDown Live (AJ Styles (capitán), Dean Ambrose, Bray Wyatt, Randy Orton & Shane McMahon) (con James Ellsworth & Luke Harper) derrotó a Team Raw (Kevin Owens (cocapitán), Chris Jericho (cocapitán), Roman Reigns, Seth Rollins & Braun Strowman) en un Traditional Survivor Series Elimination Match (52:55).[21][27]
  - Originalmente, Baron Corbin formaba parte del Team SmackDown Live, pero fue reemplazado por Shane debido a una lesión (kayfabe).
  - Durante la lucha, Shane fue retirado por el personal médico.
  - Durante la lucha, Ellsworth y Harper interfirieron a favor de Team SmackDown Live.
  - Después de ser eliminado, Strowman atacó a Ellsworth.
  - Durante la lucha, Ambrose regresó al ring después de haber sido eliminado, atacando a Styles.

| N.º               | Luchador          | Equipo                                         | Eliminado por                                  | Técnica de eliminación                                                       | Tiempo[21]                                     |                                                |
| ----------------- | ----------------- | ---------------------------------------------- | ---------------------------------------------- | ---------------------------------------------------------------------------- | ---------------------------------------------- | ---------------------------------------------- |
| 1                 | Dean Ambrose      | SmackDown Live                                 | Braun Strowman                                 | «Running powerslam»                                                          | 16:00                                          |                                                |
| 2                 | Braun Strowman    | Raw                                            | N/A                                            | Cuenta fuera                                                                 | 21:30                                          |                                                |
| 3                 | Kevin Owens       | Raw                                            | N/A                                            | Descalificación                                                              | 29:30                                          |                                                |
| 4                 | Chris Jericho     | Raw                                            | Randy Orton                                    | «RKO»                                                                        | 30:15                                          |                                                |
| 5                 | Shane McMahon     | SmackDown Live                                 | N/A                                            | No pudo continuar en el combate después de un «Spear» de Reigns              | 40:00                                          |                                                |
| 6                 | AJ Styles         | SmackDown Live                                 | Seth Rollins                                   | «Triple powerbomb» sobre la mesa de transmisión ayudado por Ambrose y Reigns | 42:30                                          |                                                |
| 7                 | Seth Rollins      | Raw                                            | Bray Wyatt                                     | «RKO» de Orton                                                               | 46:00                                          |                                                |
| 8                 | Roman Reigns      | Raw                                            | Bray Wyatt                                     | «Sister Abigail»                                                             | 52:55                                          |                                                |
| Sobreviviente(s): | Sobreviviente(s): | Team SmackDown Live (Bray Wyatt & Randy Orton) | Team SmackDown Live (Bray Wyatt & Randy Orton) | Team SmackDown Live (Bray Wyatt & Randy Orton)                               | Team SmackDown Live (Bray Wyatt & Randy Orton) | Team SmackDown Live (Bray Wyatt & Randy Orton) |
- Goldberg derrotó a Brock Lesnar (con Paul Heyman) (1:25).[21][28]
  - Goldberg cubrió a Lesnar después de dos «Spears» y un «Jackhammer».
  - Esta fue la primera lucha de Goldberg después de 12 años.